# 梅根·麥卡西
梅根·麥卡西（英語：Meghan McCarthy）是一位美國編劇、填詞人及電影、電視節目製作人，以《彩虹小馬：友情就是魔法》執行製作人這一身份最為人熟知。她亦曾參與《Class of 3000》和《魚樂圈》的製作。從2015年6月起，她成為彩虹小馬及至Q寵物屋系列的故事主管（Head of Storytelling），協助「創造廣闊的世界和人物」。
麥卡西是最初《友情就是魔法》劇組成員之一，第二季時在節目開發者蘿倫·福斯特離開後成為執行製作人和編審，至今依然擔任這兩職位。她是該劇35集的作者、25集中歌曲的填詞人，也是該劇衍生作品《彩虹小馬：小馬國女孩》和《彩虹小馬：小馬國女孩－彩虹搖滾》以及即將上映的《彩虹小馬大電影》的編劇和填詞人。

## 生平
2010年10月，她受《親親麻吉》的共同創作人和製作人蘿倫·福斯特邀請，協助孩之寶創作其準備重啟的《彩虹小馬》玩具線相關電視劇。正處於寫作空閒期的麥卡西藉此機會瞭解了浮士德的熱忱和她所創作的女性角色的獨特性格。2011年，浮士德在節目第二季頭兩集播出後離開了劇組，麥卡西則從第三季起成為節目的共同執行製作人及不少集數的編審。2015年6月初，孩之寶將麥卡西升職為公司的新任故事主管（Head of Storytelling），負責彩虹小馬及至Q寵物屋系列；孩之寶執行副主席史蒂芬·戴維斯曾提到她的主要職責是「協助創造廣闊的世界和人物」。
此外，麥卡西也曾創作並製作了節目的衍生電影《彩虹小馬：小馬國女孩》及其續集。她曾因《友情就是魔法》集數「Sweet and Elite」中的歌詞被日間時段艾美獎提名為「傑出原創歌曲－兒童及動畫」。

## 作品
| 年份      | 標題                                   | 作者 | 共同執行 創作人 | 作詞人 | 備註                                      |
| --------- | -------------------------------------- | ---- | --------------- | ------ | ----------------------------------------- |
| 2004-2006 | 《親親麻吉》                           | 是   |                 |        | 2集                                       |
| 2006-2007 | 《Class of 3000》                      | 是   |                 |        | 亦是作者集編審 創作5集                    |
| 2010-至今 | 《彩虹小馬：友情就是魔法》             | 是   | 是              | 是     | 2011年起亦是運作人和編審 創作35集及25首歌 |
| 2011-2013 | 《魚樂圈》                             | 是   |                 |        | 27集                                      |
| 2013      | 《彩虹小馬：小馬國女孩》               | 是   |                 | 是     | 創作3首歌曲                               |
| 2014      | 《彩虹小馬：小馬國女孩－彩虹搖滾》     | 是   |                 | 是     | 創作8首歌曲                               |
| 2016      | 《彩虹小馬：小馬國女孩－永恆自由傳奇》 |      | 是              |        |                                           |
| 2017      | 《彩虹小馬大電影》                     | 是   | 是              |        |                                           |